# Борец сихотинский
Боре́ц сихотинский (лат. Aconitum sichotense) — многолетнее травянистое растение, вид рода Борец (Aconitum) семейства Лютиковые (Ranunculaceae).

## Распространение и экология
Ареал вида охватывает Дальний Восток России. Эндемик. Описан с Дед-горы в южном Сихотэ-Алине.
Произрастает на травянистых полянах.

## Ботаническое описание
Стебель высотой до 70 см, крупный, крепкий, прямой, в верхней части несколько извилистый, густо покрытый отстоящими волосками.
Нижние листья к началу цветения отмирают, верхние стеблевые в числе 8—10, на очень коротких, длиной 5—8 мм, опушённых черешках. Листья тройчатые, длиной 4—6 см, шириной 4—9 см, с боковыми долями длиной 3—7 и шириной 2,5—3,5 см, доли у основания клиновидные, крупнозубчатые, пластинка с верхней стороны покрыта очень мелкими волосками, с нижней стороны опушение более редкое.
Соцветие — конечная кисть, короткая плотная или продолговатая рыхлая. Цветки тёмно-фиолетово-синие, длиной 2,5—3,3 см, шириной 1,5—2 см. Шлем высотой 1,4—1,8 см, длиной 1,8—2,4 см, шириной на уровне носика 1,5—2 см; боковые доли околоцветника округлые, слегка неравнобокие, длиной и шириной около 15 см; нижние доли неравные — длиной до 1 см и шириной, соответственно, до 3 и 5 мм. Нектарник на прямом ноготке, с утолщённым загнутым шпорцем длиной и шириной до 2,5 мм, с сильно вздутой пластинкой шириной до 5 мм.
Листовки в числе пяти, сильно опушённые, в зрелом состоянии расходящихся.

## Таксономия
Вид Борец сихотинский входит в род Борец (Aconitum) трибы Живокостные (Delphinieae) подсемейства Лютиковые (Ranunculoideae) семейства Лютиковые (Ranunculaceae) порядка Лютикоцветные (Ranunculales).
|  |                       |  |                                               |                                               |                                         |  | ещё четыре подсемейства (согласно Системе APG II) | ещё четыре подсемейства (согласно Системе APG II) |                                           |  |  |  | ещё 2 рода              | ещё 2 рода            |  |  |
|  |                       |  |                                               |                                               |                                         |  | ещё четыре подсемейства (согласно Системе APG II) | ещё четыре подсемейства (согласно Системе APG II) |                                           |  |  |  | ещё 2 рода              | ещё 2 рода            |  |  |
|  |                       |  |                                               | семейство Лютиковые                           |                                         |  |                                                   |                                                   | триба Живокостные                         |  |  |  |                         | вид Борец сихотинский |  |  |
|  |                       |  |                                               | семейство Лютиковые                           |                                         |  |                                                   |                                                   | триба Живокостные                         |  |  |  |                         | вид Борец сихотинский |  |  |
|  | порядок Лютикоцветные |  |                                               |                                               | подсемейство Лютиковые (Ranunculoideae) |  |                                                   |                                                   | род Борец, или Аконит                     |  |  |  |                         |                       |  |  |
|  | порядок Лютикоцветные |  |                                               |                                               |                                         |  |                                                   |                                                   |                                           |  |  |  |                         |                       |  |  |
|  |                       |  | ещё десять семейств (согласно Системе APG II) | ещё десять семейств (согласно Системе APG II) |                                         |  |                                                   | ещё восемь триб (согласно Системе APG II)         | ещё восемь триб (согласно Системе APG II) |  |  |  | ещё от 250 до 300 видов |                       |  |  |
|  |                       |  |                                               | ещё десять семейств (согласно Системе APG II) |                                         |  |                                                   |                                                   | ещё восемь триб (согласно Системе APG II) |  |  |  |                         |                       |  |  |